# Uruguaiani in Italia
Gli uruguaiani in Italia sono una piccola comunità migrante di circa 1.304 persone (ISTAT: 2014), emigrate in Italia o di discendenza uruguaiana.
Non meno di un terzo degli uruguaiani sono di origine italiana, e migliaia di loro hanno passaporti italiani. Ciò aiuta a spiegare perché tanti uruguaiani siano immigrati in Italia in cerca di opportunità. Molti calciatori uruguaiani si sono trasferiti definitivamente in Italia dopo aver concluso la propria carriera.
Gli espatriati uruguaiani hanno proprie associazioni in Italia, in particolare l'Associazione culturale Italia-Uruguay e due Consigli consultivi.